# Wolfgang Schneider (Schauspieler)
Wolfgang Schneider (* um 1940) ist ein deutscher Schauspieler.

## Leben
Wolfgang Schneider war ursprünglich Theaterschauspieler. Zu seinen Theaterstationen gehörten u. a. Bremen (Theater am Goetheplatz), Stuttgart (Württembergisches Staatstheater), Bochum (Schauspielhaus Bochum, Bochumer Kammerspiele) und Berlin (Berliner Ensemble). Er war Mitte/Ende der Sechzigerjahre festes Ensemblemitglied am Theater Bremen. In Bremen wirkte er in mehreren Inszenierungen von Peter Zadek mit, u. a. in Die Unberatenen von Thomas Valentin (1965), Die Räuber (1966; als Roller) und in der, mittlerweile zum festen Bestandteil bundesrepublikanischer Theatergeschichte gehörenden Maß für Maß-Inszenierung (Spielzeit 1967/68 als Herzog mit dem Namen „Frau Meier“; neben Edith Clever als Isabella). Mit Zadeks Maß für Maß-Inszenierung gastierte Schneider 1968 auch beim Berliner Theatertreffen. In der Spielzeit 1969/70 übernahm er am Theater Bremen die Rolle des Luftgeists Ariel in Klaus Michael Grübers Inszenierung von Shakespeares Spätwerk Der Sturm.
Am Schauspiel Stuttgart trat er in der Spielzeit 1970/71 als Mittelstürmer Harry Heegan in Peter Zadeks Inszenierung des Stücks Der Pott (ursprünglicher Titel: Der Preispokal) von Seán O’Casey auf; mit dieser Inszenierung gastierte er 1971 ebenfalls beim Berliner Theatertreffen. Außerdem spielte er am Schauspiel Stuttgart in der Spielzeit 1970/71 den Korl in der Stuttgarter Erstaufführung des Fleißer-Stücks Pioniere in Ingolstadt, an der Seite von Marlen Diekhoff als Alma.
Anfang der 1970er Jahre wechselte Schneider gemeinsam mit Zadek ans Bochumer Schauspielhaus. In der Spielzeit 1972/73 trat er dort als Luther in D. H. Lawrence’ Bühnenstück Die Schwiegertochter auf. 1973 übernahm er dort die Titelrolle in Kurt Weills Anti-Kriegs-Musical Johnny Johnson. In der Spielzeit 1975/76 spielte er an den Bochumer Kammerspielen die Rolle des Alt in einer Neuinszenierung von Ferdinand Bruckners Schauspiel Krankheit der Jugend. 1982 spielte er bei der Landesbühne Hannover den Buchhalter Gråberg in Ibsens Schauspiel Die Wildente.
Ende der 1960er Jahre kam Schneider über Zadek dann auch zum Film, wo er eine kurze Karriere hatte. Unter Zadeks Regie spielte er in dessen erstem Film Ich bin ein Elefant, Madame (1969) in der männlichen Hauptrolle mit; er verkörperte den „rebellischen“ und „aufmüpfigen“ Schüler Rull, der versucht, am Alten Gymnasium Bremen die autoritären Strukturen aufzubrechen. Für seine Darstellung wurde Schneider 1969 beim Bundesfilmpreis als „Bester Nachwuchsschauspieler“ ausgezeichnet.
In Alfred Vohrers Spielfilm Herzblatt oder Wie sag ich’s meiner Tochter? (1969) spielte er einen der drei Söhne des Bauunternehmers Max, die jeweils als Bewerber für das unschuldige „Herzblatt“ (Mascha Gonska) ausgewählt werden. Es folgten dann einige weitere Arbeiten für das Fernsehen. In der ZDF-Krimiserie Der Kommissar wirkte er in Folge Nr. 31 (Erstausstrahlung: Februar 1971) in einer Episodenhauptrolle mit; er spielte den Schneidergesellen Bigge, einen Angestellten im Modesalon Stoltze. Eine Serienhauptrolle hatte er in der 1972 (Januar–Mai 1972) erstausgestrahlten Fernsehserie Die Melchiors; darin spielte er Eric Melchior, einen der beiden Söhne eines Lübecker Kaufmanns.
Die Filmdatenbank IMDb ordnet dem Schauspieler W. Schneider fälschlicherweise auch die Mitwirkung als Regisseur und Drehbuchautor in einigen frei finanzierten Dokumentarfilmen für den medienpädagogischen Einsatz aus den Jahren 1975 bis 1982 zu.
Über den weiteren Lebensweg Schneiders, insbesondere ab den 1980er Jahren, wurde öffentlich nichts bekannt. Er war jedoch wohl weiterhin künstlerisch aktiv. 1994 spielte er, während der Mit-Intendanz von Zadek, am Berliner Ensemble in einer Tournee-Version von Peter Zadeks Inszenierung des Brecht-Stücks Der Jasager und der Neinsager. Im September 1994 trat er, in einer ungewöhnlichen Spielzeiteröffnung des Berliner Ensembles, neben Knut Koch und Elisabeth Ebeling, in einer Inszenierung von Zadeks damaliger Assistentin Elisabeth Gabriel als Feuerwehrhauptmann in einer Inszenierung von Eugène Ionescos Theaterstück Die kahle Sängerin im Landgasthof Naase in Gröben (Brandenburg) auf.

## Filmografie (Auswahl)
- 1968: Maß für Maß (Theateraufzeichnung; Theater am Goetheplatz Bremen)
- 1969: Ich bin ein Elefant, Madame (Kinofilm)
- 1969: Herzblatt oder Wie sag ich’s meiner Tochter? (Kinofilm)
- 1971: Der Pott (Fernsehfilm)
- 1971: Der Kommissar: Ende eines Tanzvergnügens (Fernsehserie, eine Folge)
- 1971: Hamburg Transit: Der billige Jakob (Fernsehserie, eine Folge)
- 1972: Die Melchiors (Fernsehserie, Serienrolle)
- 1973: Die Zärtlichkeit der Wölfe (Kinofilm)